# Dicentria ravana
Dicentria ravana är en fjärilsart som beskrevs av Paul Dognin 1904. Dicentria ravana ingår i släktet Dicentria och familjen tandspinnare. Inga underarter finns listade i Catalogue of Life.